# 總統酒店
總統酒店（Hotel Presidente）是位於澳門友誼大馬路的一座四星級娛樂場酒店，酒店樓高21層。開幕初期的總統酒店並沒有設置娛樂場，後來於2004年進行改建，擴充空間作娛樂場，由銀河娛樂場股份有限公司負責營運。酒店設有212間客房，附設夜總會、桑拿浴室及會議等娛樂及商務設施。

## 歷史
- 1982年酒店正式開幕，是一所四星級的酒店。
- 1987年，由東莞市煙花炮竹廠所製作的、當時全世界最長的炮竹在總統酒店前燃放。炮竹全長3988米，淨重353.8公斤，一共燃放了7個小時之長。
- 1997年6月18日下午12時15分，由總統酒店的管房阿文在七一三號房進行清理時，發現被舖上有一些血跡及肉碎，隨即揭發哄動港澳傳媒煎皮拆骨兇殺案（亦稱為澳門手撕雞事件）。案中兇手吉林男子宋文因在澳門賭場賭輸，而向高利貸借下二十萬，其後輸光二十萬，在走投無路加上害怕手下兩名「北姑」向高利貸揭穿他「虧空公款」將兩名死者誘至房間注射過量毒品，失去知覺後才用餐刀作支解工具，部分肉碎更是用手撕開，將屍體逐片起肉，再將內臟剁成碎塊，放在廁所沖走，兩名死者的殘骸之後陸續在酒店下水道及史伯泰海軍將軍馬路，興建「主題公園」的地盤內找回，11月26日，兇手在吉林老家被公安緝拿歸案。其後在珠海被判死刑。
- 2004年酒店開始進行改建，充內部空間作娛樂場之用。
- 2006年4月29日，酒店所附設之銀河總統娛樂場開幕，為客人提供博彩設施。

## 設施
- 客房：酒店共有212間客房，其中包括4間總統套房。
- 娛樂場：銀河總統娛樂場（Galaxy Presidente）位於一樓的中場，設有十五張賭檯，銀河總統娛樂場為銀河娛樂場股份有限公司於澳門所開設的第三間賭場。

## 交通配套

### 自設交通
總統酒店設有來往酒店與口岸的接駁專巴服務。接駁專巴服務設有以下2條路線：
1. 總統酒店 ↔ 關閘口岸
2. 總統酒店 ↔ 外港碼頭

## 外部連結
- 總統酒店官方網址 （页面存档备份，存于）